# PalaBigi
Il Palazzo dello sport "Giulio Bigi", o comunemente PalaBigi, è il più importante impianto polivalente coperto della città di Reggio Emilia.
Costruito nel 1968, è dedicato alla memoria dell’ex assessore allo sport reggiano Giulio Bigi, principale fautore della sua realizzazione.
È situato nel centro della città in Largo Kobe e Gianna Bryant. Può contenere fino a 4530 spettatori.
Molte società sportive vi disputano i loro campionati come la Pallacanestro Reggiana (militante in Serie A), il Volley Tricolore Reggio Emilia (militante in Serie A2 maschile) e la pallavolo femminile Arbor. Fino al 2012 è stata la casa della Pallavolo Reggio Emilia (plurititolata negli anni '60 e '80, oggi sciolta).

## Storia
Prima della sua edificazione, le società sportive reggiane disputavano i propri incontri nella vecchia palestra di via Giuseppe Verdi 24 (l’attuale palestra Guidetti, nota da tutti come "ex GIL"), risalente agli anni '30. La costruzione del palazzetto è iniziata alla fine degli anni '60, grazie all'impegno dell’assessore Giulio Bigi, che voleva costruire una grande casa dello sport in città, visto il grande interesse di quegli anni. Le squadre di pallavolo e pallacanestro della US La Torre e della US Arbor, principali società polisportive della città, militavano nelle serie maggiori, con la sezione femminile di pallavolo che vinse quattro campionati nazionali consecutivi tra il 1964 e il 1968 proprio nella palestra "GIL".
Il PalaBigi fu completato nel dicembre 1967 e la prima partita agonistica si tenne nel 1968. La capienza originaria sfiorava le 5000 unità, a causa della conformazione a terrazze delle tribune negli anni '60 e '70, ma fu ben presto ridotta a 3800 nei primi anni '80 in seguito a nuove norme di sicurezza.
Il palazzetto ha subito alcune migliorie nel corso degli anni: nel 1998 è stato posato un nuovo parquet in sostituzione di quello in legno scuro. Tale parquet è durato fino al 2022, poi sostituito con uno con tonalità leggermente più chiara e con legno opaco. Risale invece al 2003 la sostituzione dei vecchi canestri in struttura tubolare di ferro con nuovi impianti idraulici con ferro direttamente attaccato alla struttura e non al tabellone, molto più resistenti e duraturi. Anch’essi sono rimasti in uso fino al 2022, per poi essere sostituiti da nuovi canestri omologati FIBA e trasferiti al PalaGiovanelli di Castelnovo ne' Monti, da anni sede di ritiro della stessa Pallacanestro Reggiana. Dalla stagione 2006-07 inoltre, le panchine vengono spostate dal lato opposto rispetto a dove erano originariamente (cioè dove adesso c’è il parterre) per esigenze televisive e commerciali, visto che dallo stesso anno entrano in funzione i tabelloni elettronici pubblicitari.  
Nel 2007, in seguito ad ulteriori nuovi standard di sicurezza, la capienza dell’impianto è stata ridotta da 3800 a 3500 posti; lo stesso accade nel 2015 con la riduzione del settore ospiti a sole 50 unità. Ciò, sommato al fatto che si trova all’interno del centro cittadino, ha più volte evidenziato la sua necessità di un adeguamento o di una completa sostituzione con un palazzetto più capiente e moderno.  
Con gli interventi di ristrutturazione e riqualifica svolti tra il 2017 e il 2022, tuttavia, la capienza è salita a 4530 posti e l’accessibilità dell’impianto è migliorata, permettendo alle squadre della città di riavere un palazzetto moderno e funzionale, seppur con pregi e difetti tipici di una struttura situata in centro storico.

## Struttura
L’impianto è dotato di due tribune centrali, quattro settori laterali (tra cui il settore ospiti di 90 unità), due tribune laterali (di cui una è occupata dal gruppo di tifo Popolo Biancorosso), un settore parterre, una zona hospitality e due tabelloni. Al suo interno è dotato di una piccola palestra che è sfruttata soprattutto dalle scuole cittadine. 
Presenta una forma architettonica particolare, dovuta al fatto che l’impianto sorge in un’area limitata all’interno del centro cittadino, con la Basilica della Beata Vergine della Ghiara alle sue spalle. 

### Ammodernamento
Dopo anni di numerosi dibattiti tra le società e l’amministrazione comunale, nel 2015 è stato approvato un profondo intervento di ampliamento e ammodernamento del palazzetto, visto che la costruzione di uno nuovo non risultava sostenibile per la sola amministrazione pubblica.
I lavori si sono svolti in due stralci separati (che comprendevano anche la riqualificazione di via Guasco), per un costo totale di 5,7 milioni di euro.

#### Primo stralcio (2016–2017)
Tra il 2016 e il 2017 si è svolto il primo stralcio che ha portato la capienza da 3500 a 4530 persone (ciò ha portato la Pallacanestro Reggiana a giocare le prime due gare casalinghe al PalaDozza durante la stagione 2016-17). L’impianto è stato reso più capiente mediante l’installazione completa di seggiolini nelle tribune (prima erano presenti solamente nella tribuna d’onore, mentre nel resto dell’impianto vi erano semplici panche in legno), e la costruzione di due ulteriori settori nel lato nord e sud del palazzetto, sopra le due tribune laterali a scomparsa. In più sono stati sostituiti i parapetti in ferro con quelli in vetro, sono stati posizionati nuovi tabelloni segnapunti e sono stati sostituiti gli infissi dei lati nord e sud.

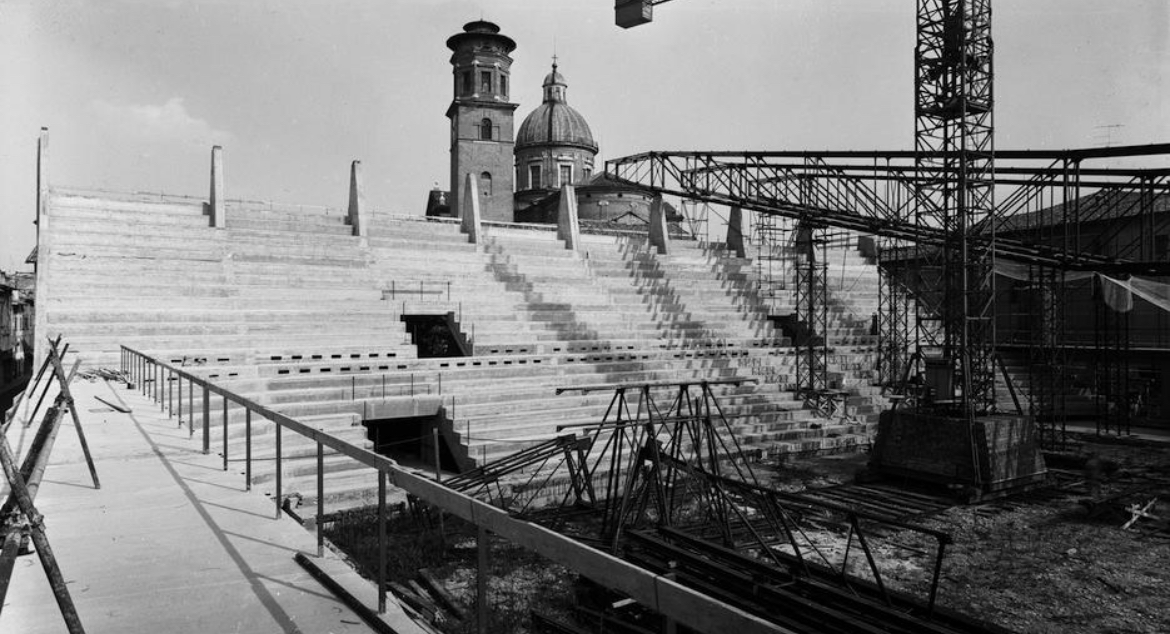
PalaBigi in costruzione nel 1967. Sullo sfondo la cupola della Basilica della Beata Vergine della Ghiara
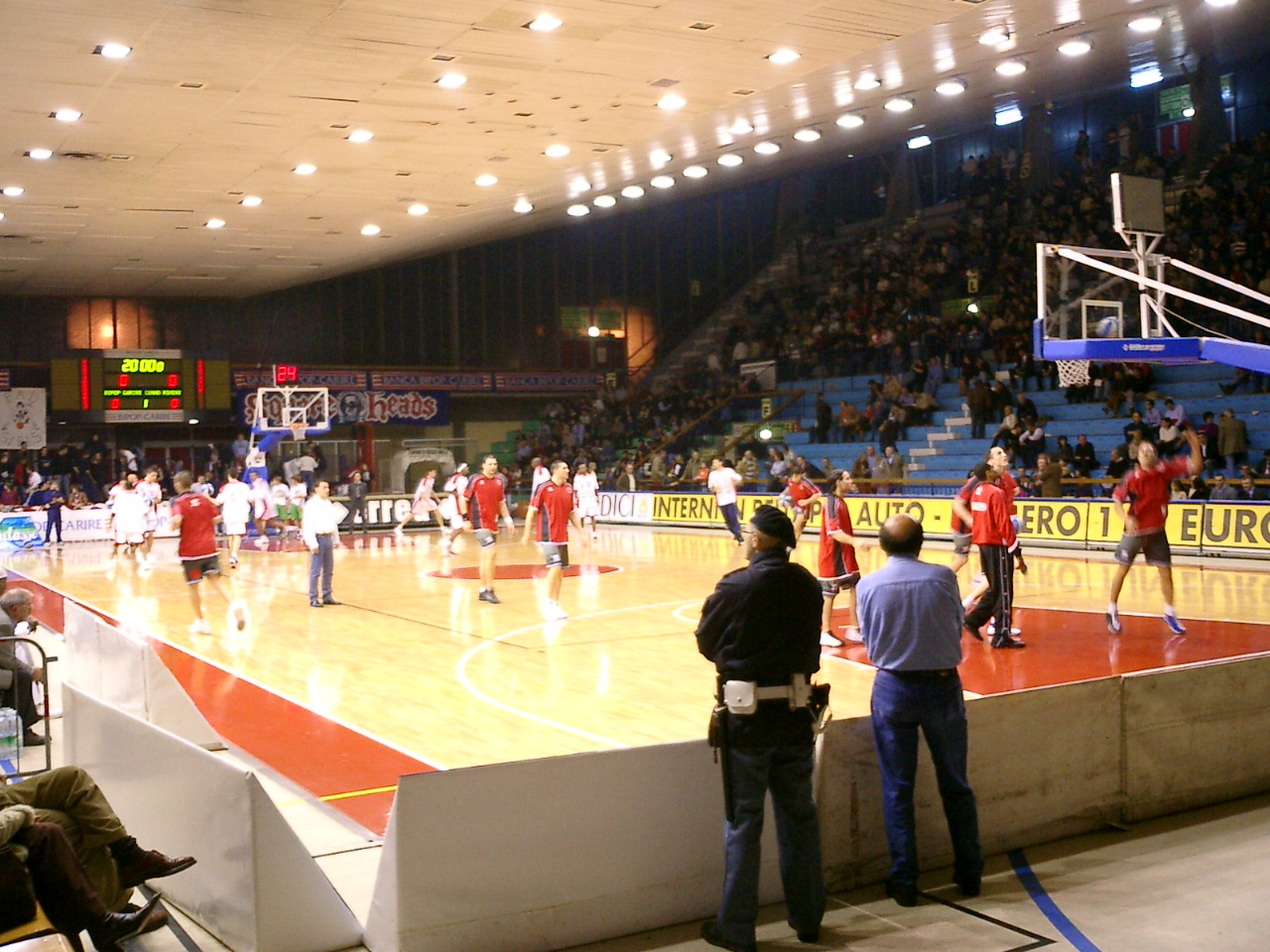
Ottobre 2003, con l'allora capienza di 3800 spettatori
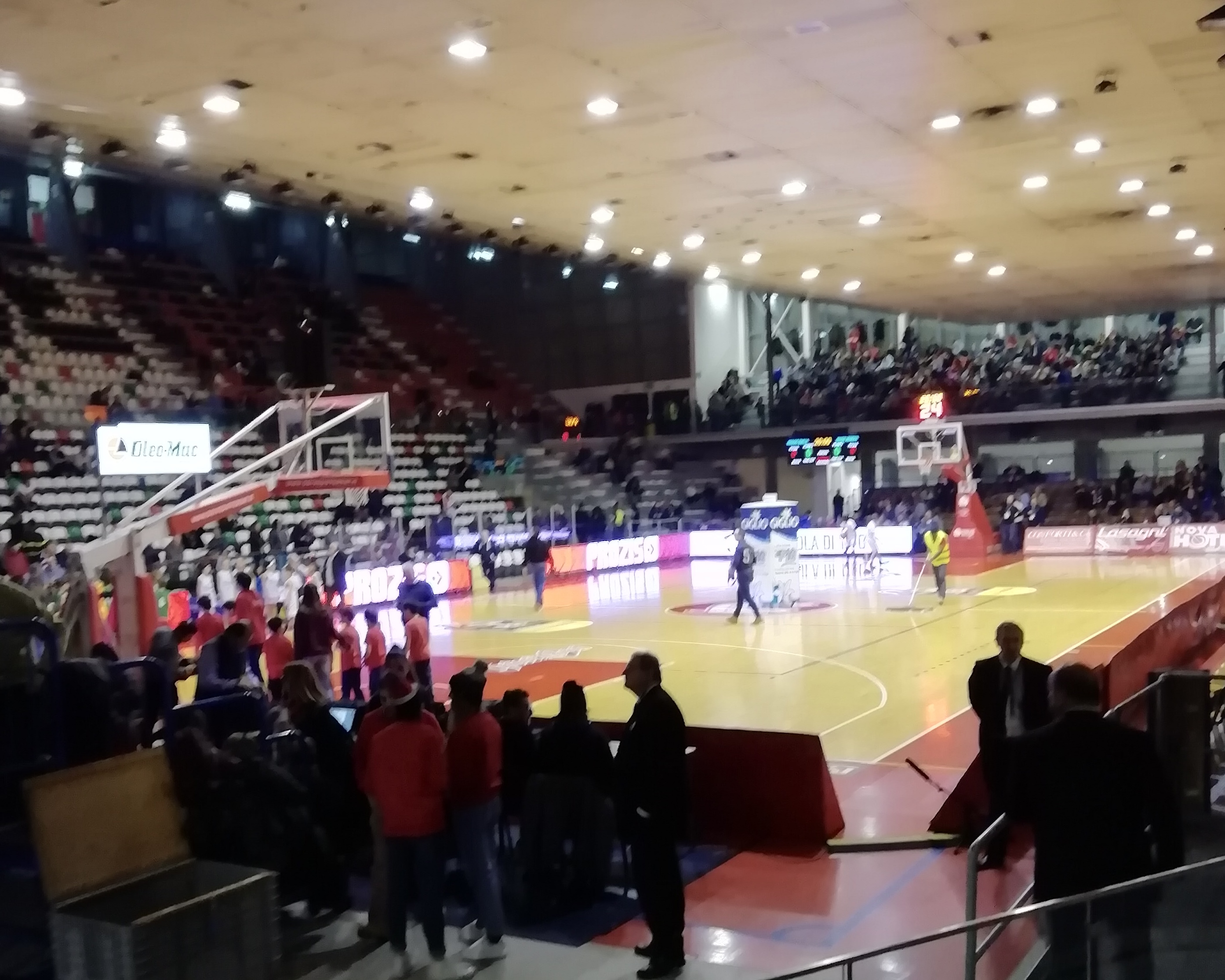
Dicembre 2018. La gradinata in alto fa parte del primo ampliamento

#### Secondo stralcio (2021–2022)
Il secondo stralcio dei lavori di ristrutturazione del PalaBigi prevedeva la posa di un nuovo parquet e attrezzature di gioco, la rimozione della vecchia controsoffittatura lasciando a vista le travi di sostegno del tetto, la sostituzione dell’impianto illuminante, della climatizzazione e degli infissi nel lato est e ovest, e il rifacimento completo del piano seminterrato, compreso di spogliatoi, sala stampa e infermieria. Inizialmente destinato ad essere svolto durante l’estate 2019, è stato inizialmente posticipato al 2020, preferendogli alcuni piccoli interventi urgenti di parziale sostituzione del vecchio parquet all’interno delle aree di gioco, ed il rifacimento della palestra interrata. 
L’arrivo della pandemia di COVID-19 a fine febbraio 2020 ha notevolmente complicato e dilatato i tempi di intervento: dopo la chiusura temporanea dell’impianto e la cancellazione della stagione sportiva, le principali squadre che militavano al PalaBigi non vi hanno più disputato alcun incontro nella successiva stagione 2020-21: la Pallacanestro Reggiana ha giocato le proprie gare interne all’Unipol Arena di Casalecchio di Reno per ovviare alla scarsità di biglietti vendibili nel palazzetto con le normative anti covid vigenti, mentre il Volley Tricolore si è trasferito al PalaBursi di Rubiera, in previsione dei tanto attesi lavori di ammodernamento. 
Con l’arrivo dell’estate 2021 e il conseguente allentamento delle misure restrittive, prendono finalmente il via i lavori, al costo di rendere ulteriormente indisponibile il PalaBigi fino a febbraio 2022. Ciò ha nuovamente portato la Pallacanestro Reggiana e il Volley Tricolore a giocare le proprie gare casalinghe in esterna, con notevoli disagi in termini di incassi e affluenza di pubblico.
Tuttavia, con i numerosi ritardi dovuti principalmente alla ripresa economica post-COVID, che ha portato una generale carenza di materiale e un aumento significativo dei costi delle materie prime, il termine dell’ammodernamento è slittato più volte, fino alla definitiva data, annunciata dal Comune di Reggio Emilia, del 29 settembre 2022, ove il palazzetto è stato restituito alla cittadinanza dopo più di due anni dall'ultimo incontro.

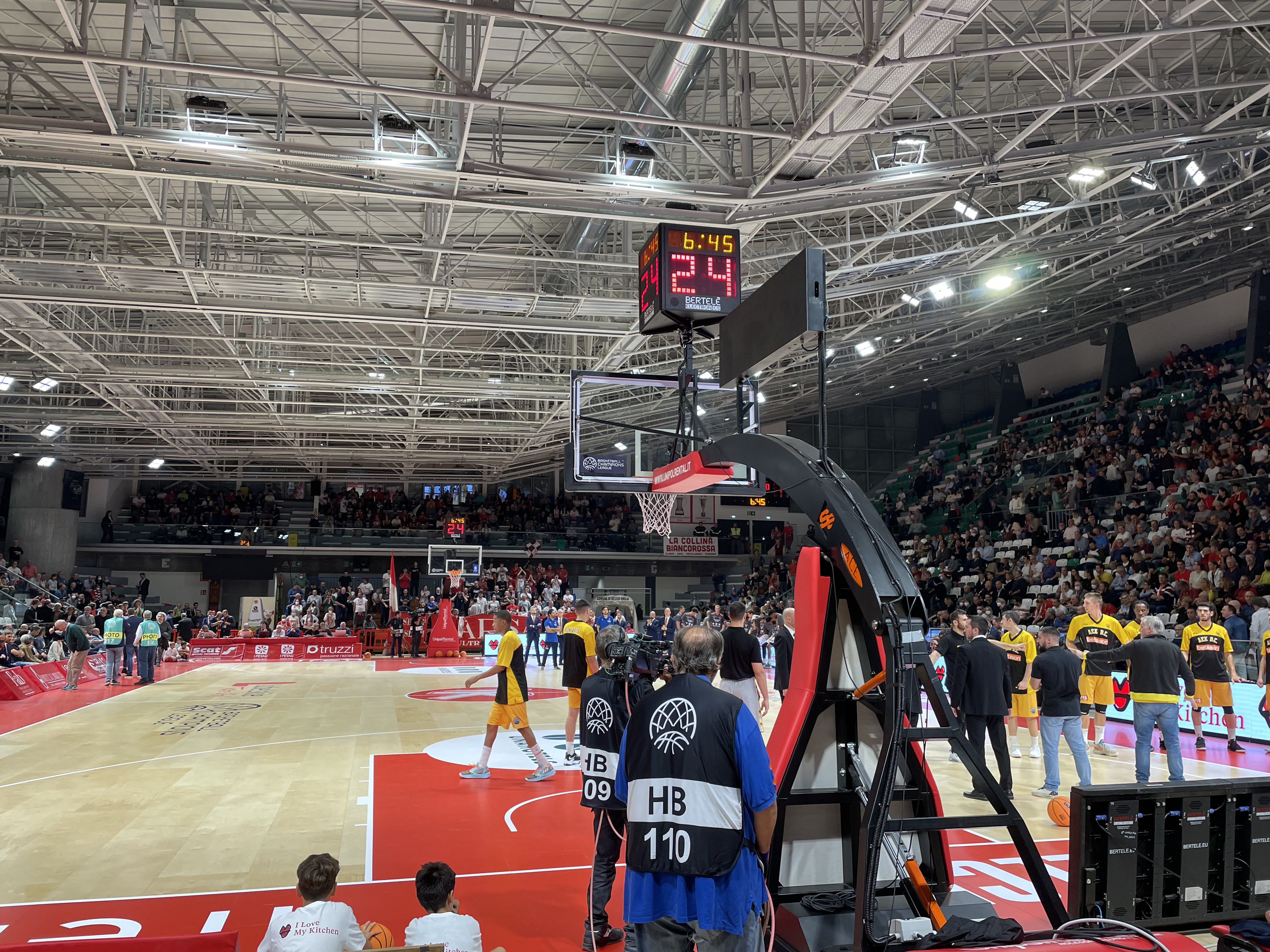
Ottobre 2022. Si vedono il parquet supplementare, posto sopra quello nuovo, in ottemperanza al regolamento delle competizioni europee, che prevede un campo privo di ulteriori linee oltre a quelle di gioco[9], ed i nuovi canestri omologati FIBA
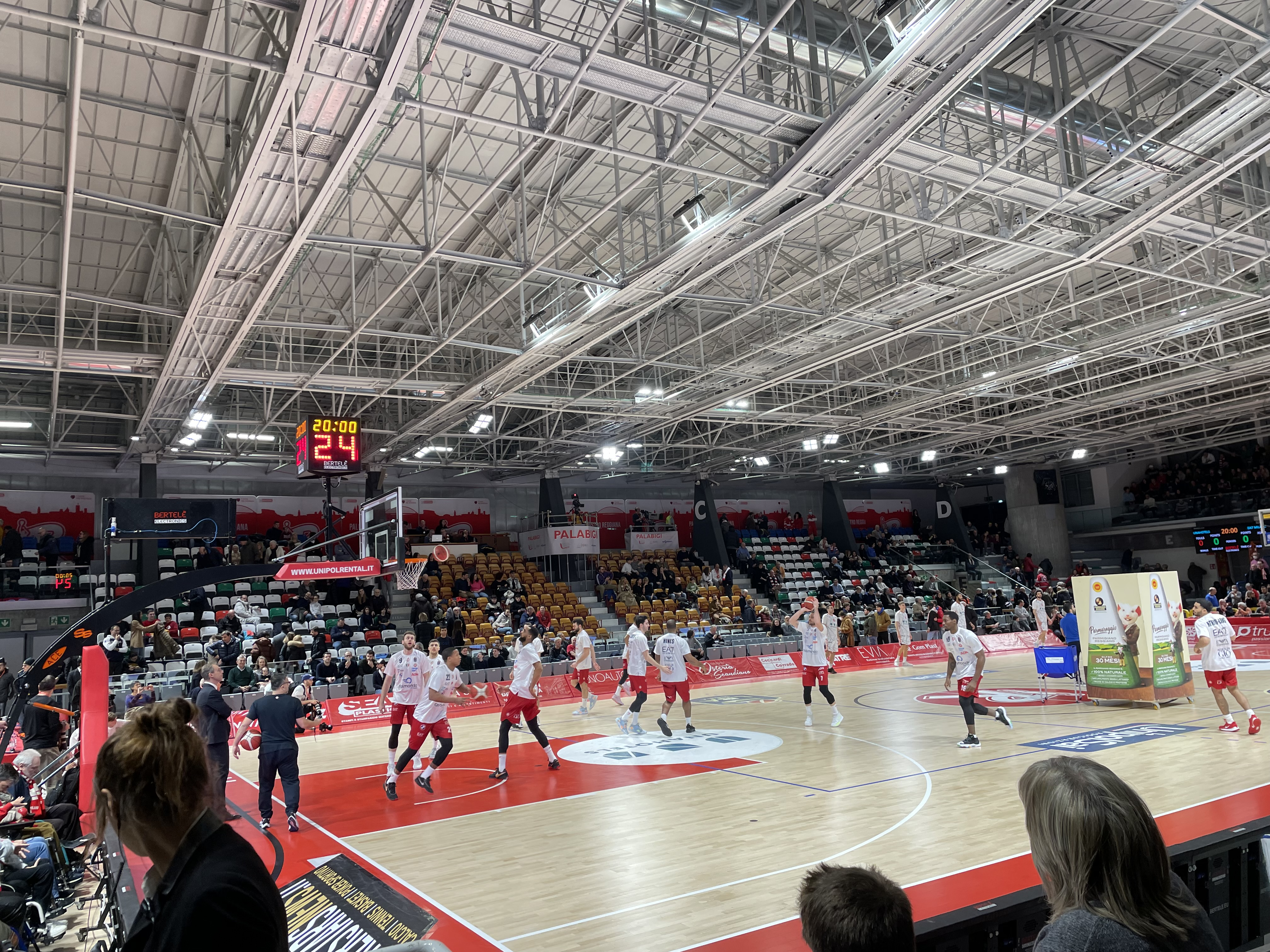
Gennaio 2023. Riscaldamento prima di un incontro di Serie A contro l’Olimpia Milano

## Eventi ospitati
Il PalaBigi ha ospitato numerosi eventi di carattere sportivo e culturale. Nel 1999 ha ospitato la prima partita della Nazionale italiana di pallacanestro a Reggio Emilia in un match amichevole contro la Francia; il match è terminato 69-64 per gli azzurri. Il 30 gennaio 2000 ha ospitato l'edizione dell'undicesimo All Star Game Femminile di pallavolo, in cui si sono sfidate una selezione europea contro una selezione mondiale, vincitrice per 3-1.
In più occasioni (l'ultima il 28 febbraio 2019) ha ospitato appuntamenti dei mitici Harlem Globetrotters. Nell'ultimo evento più di tremila persone hanno affollato il palazzetto dello sport di via Guasco per non perdersi il grande spettacolo cestistico.
Il 30 dicembre 2008 ha ospitato un triangolare in cui i rappresentanti delle società Reggiana Calcio, Reggiana Calcio a Cinque ed una selezione All Star (capitanata dal reggiano Daniele Adani) si sfidavano in un torneo di calcio a 5. L'incasso intero è stato devoluto all'Admo (Associazione Donatori Midollo Osseo). Sempre nel 2008 ha ospitato i campionati nazionali giovanili di scherma.
Il 4 marzo 2011 ha ospitato l'ultima data del tour teatrale "Quasi Acustico" di Luciano Ligabue. Il ricavato dello spettacolo è andato totalmente devoluto in beneficenza.
Il 28 e 29 aprile 2018 ha ospitato le final four di coppa divisione di calcio a 5 fra i padroni di casa del Kaos, il Pesaro, l'Augusta e la Luparense campione d'Italia in carica.
Il 25 novembre 2024 il palazzetto è tornato ad ospitare una partita della Nazionale italiana di Pallacanestro, a 24 anni dalla precedente apparizione, in un match contro l’Islanda valido per le qualificazioni ad EuroBasket 2025. L’incontro è terminato con il punteggio di 74-81 a favore degli ospiti.

## Curiosità
- La postazione televisiva del PalaBigi, posta al di sopra della tribuna d’onore, ha sempre avuto una particolarità: a causa della presenza di una colonna portante posizionata esattamente a metà della struttura, la telecamera era posizionata leggermente a sinistra verso il lato di Via Guasco, causando la caratteristica ripresa asimmetrica del campo di gioco. Ciò è stato ovviato con gli interventi di ristrutturazione del 2021-22, posizionando una struttura sopraelevata in tubolare metallico attorno alla colonna, in modo tale da poter posizionare la telecamera davanti ad essa.
- Anche a causa dell’altezza del soffitto del palazzetto non a norma con gli standard della Superlega, il Volley Tricolore Reggio Emilia ha dovuto rinunciare al termine del campionato di Serie A2 2021-22 alla promozione in massima serie, cedendo il proprio titolo sportivo.[10]